# La Vengeance des 47 rōnin
Pour les articles homonymes, voir 47 rōnin (homonymie).
Pour plus de détails, voir Fiche technique et Distribution.
La Vengeance des 47 rōnin ou Les 47 Rōnin (元禄 忠臣蔵, Genroku chūshingura) est un film dramatique jidai-geki et historique japonais en noir et blanc et en deux parties, réalisé par Kenji Mizoguchi. Il est adapté d'une pièce du théâtre kabuki de Seika Mayama (ja), produit par la Shōchiku et sorti en 1941 et 1942 pour la seconde partie.

## Synopsis
Les légendaires quarante-sept rōnin complotent pour venger la mort de leur seigneur, Asano Naganori, en tuant Kira Yoshinaka, un fonctionnaire du shogunat, qui a forcé Asano à commettre le seppuku.

## Fiche technique
- Titre : La Vengeance des 47 rōnin
- Titre original : 元禄 忠臣蔵 (Genroku chūshingura?)
- Réalisation : Kenji Mizoguchi

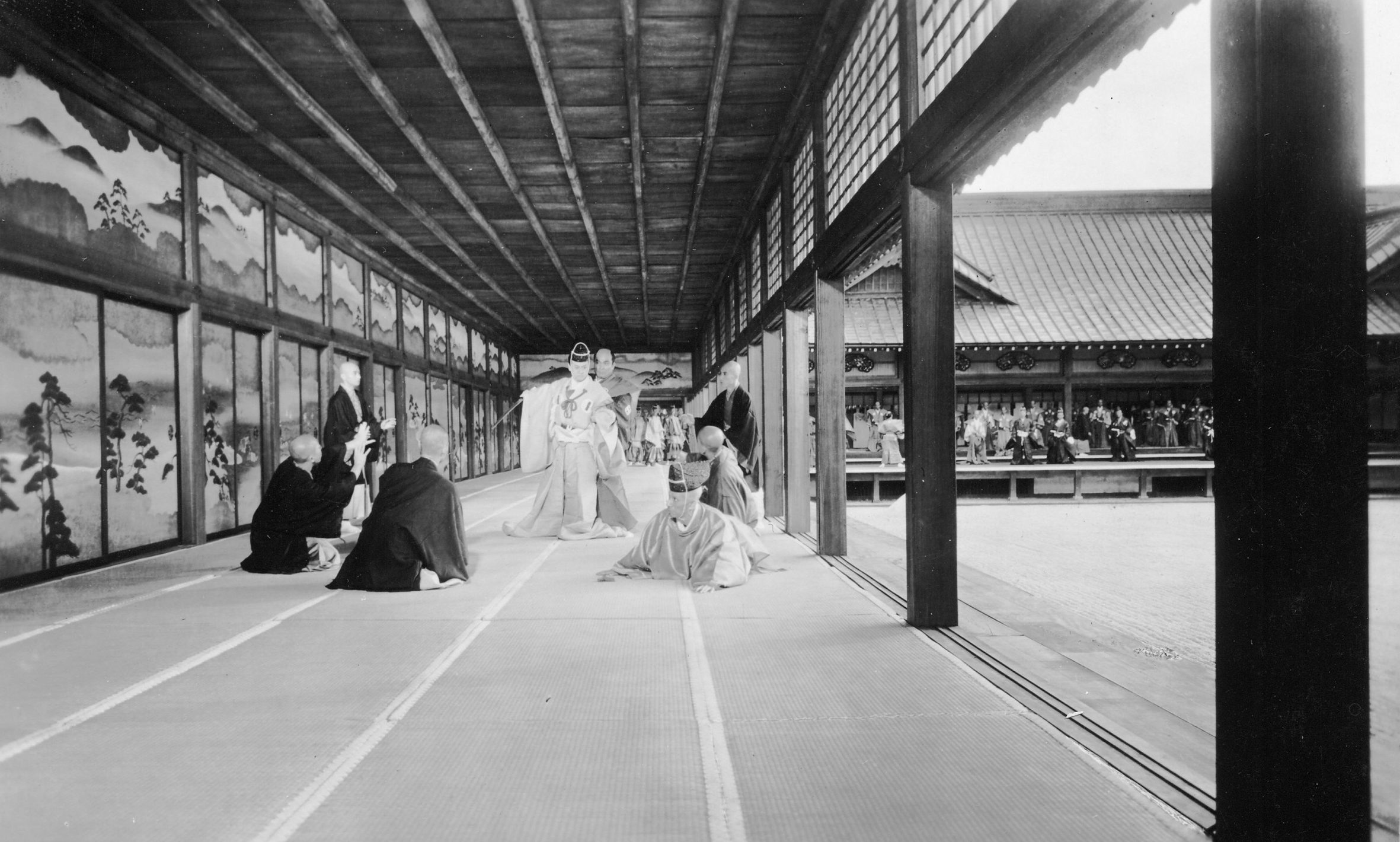
Scène du film au moment de l'incident entre Kira Yoshinaka et Asano Naganori au château d'Edo.

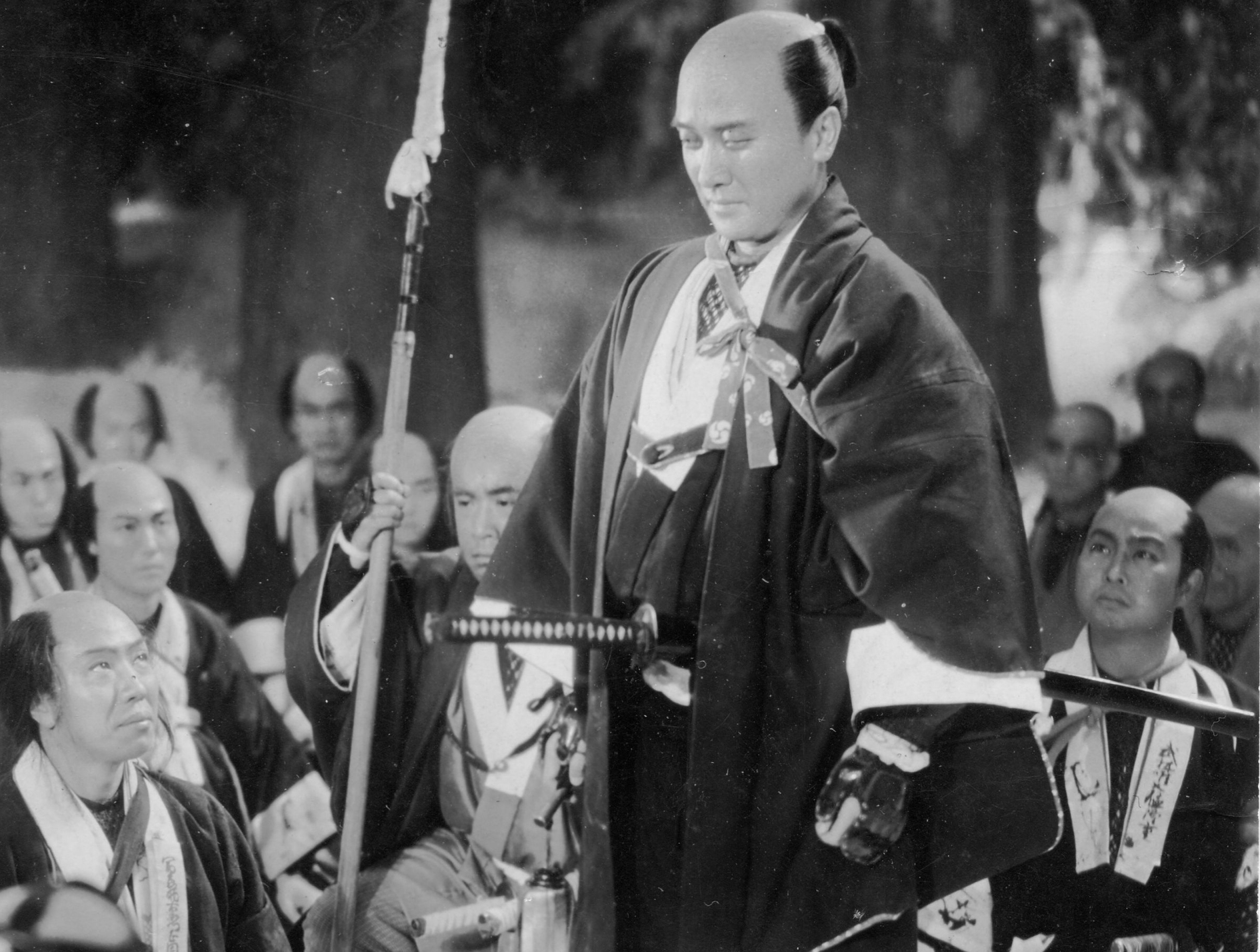
Scène du film avec Chōjūrō Kawarasaki.

- Assistants réalisateurs : Tatsuo Sakai (ja)
- Scénario : Ken'ichirō Hara et Yoshikata Yoda, d'après une pièce de kabuki de Seika Mayama (ja)
- Photographie : Kōhei Sugiyama (ja)
- Musique : Shirō Fukai
- Décors : Hiroshi Mizutani (ja) et Kaneto Shindō
- Montage : Takako Kuji
- Producteur : Shintarō Shirai (ja)
- Société de production : Shōchiku
- Société de distribution : Shōchiku
- Pays de production :  Empire du Japon
- Langue originale : japonais
- Format : noir et blanc — 1,33:1 — 35 mm — son mono
- Genres : film historique ; drame ; Jidai-geki
- Durée :
  - 1re partie : 112 minutes[2] (métrage : onze bobines - 3 066 m[2])
  - 2e partie : 111 minutes[3] (métrage : treize bobines - 3 043 m[3])
- Dates de sortie : 
  - Empire du Japon : 1er décembre 1941[2] - 11 février 1942[3]

## Distribution
- Tokusaburo Arashi : Okuno Shogen (Asano Naganori)
- Yoshizaburo Arashi : Lord Takuminokami Asano
- Haranosuke Bandō
- Chōemon Bandō (ja)
- Kikunosuke Ichikawa
- Senshō Ichikawa (ja)
- Emitarō Ichikawa
- Utaemon Ichikawa : Tsunatoyo Tokugawa (Tokugawa Ienobu)
- Joji Kaieda
- Daisuke Katō (crédité sous le nom d'Enji Ichikawa) : Fuwa Kazuemon
- Ryōtarō Kawanami
- Chōjūrō Kawarasaki (ja) : Ōishi Kuranosuke
- Kunitarō Kawarazaki : Jurozaemon Isogai
- Seizaburō Kawazu : Lord Etchumori Hosokawa
- Isamu Kosugi : Okado Shigetomo
- Kazutoyo Mimasu
- Mantoyo Mimasu : Kozunosuke Kira
- Mitsuko Miura : Yosenin, la femme d'Asano
- Kan'emon Nakamura (ja) : Sukeimon Tomimori
- Tsuruzō Nakamura
- Ryū Okochi
- Mitsusaburō Ramon
- Kikunojo Segawa
- Masao Shimizu
- Sukezo Sukedakaya
- Mieko Takamine : Omino, la fiancée d'Isogai
- Yōko Umemura
- Shizue Yamagishi
- Akitake Kōno (crédité sous le nom de Shinzō Yamazaki)